# Filippo Gonzaga
Filippo Gonzaga (25 gennaio 1709 – Mantova, 17 gennaio 1778) è stato un militare italiano.

## Biografia
Era figlio di Giovanni Gonzaga, a sua volta figlio naturale dell'ultimo duca di Mantova Ferdinando Carlo di Gonzaga-Nevers, e di Carlotta Isabella de Gibanel de Combardel (1686-?). Ricoprì l'incarico di generale dell'artiglieria nazionale a Mantova.
Alla morte del padre Giovanni nel 1743, Filippo rivendicò inutilmente la successione al ducato di Mantova e del Monferrato.

## Discendenza
Filippo sposò nel 1729 la contessa Rosalia Batthyány, figlia di Ferenc Batthyany de Németh Ujvar e vedova del conte Olivero del Borgo, dal quale ebbe due figlie:
- Elisabetta (1755-?), sposò Lodovico Venturelli di Cesena
- Eleonora, sposò Giuseppe Baretta, duca di Simari e marchese di Mesagne

## Ascendenza
|                                              |   |                             | Genitori                 |  |  | Nonni |  |  | Bisnonni                      |  |  | Trisnonni                   |  |
|                                              |   |                             |                          |  |  |       |  |  | 8. Carlo II di Gonzaga-Nevers |  |  | 16. Carlo di Gonzaga-Nevers |  |
|                                              |   |                             |                          |  |  |       |  |  | 8. Carlo II di Gonzaga-Nevers |  |  | 16. Carlo di Gonzaga-Nevers |  |
|                                              |   | 17. Maria Gonzaga           |                          |  |  |       |  |  | 8. Carlo II di Gonzaga-Nevers |  |  |                             |  |
| 4. Ferdinando Carlo di Gonzaga-Nevers        |   |                             |                          |  |  |       |  |  | 8. Carlo II di Gonzaga-Nevers |  |  |                             |  |
|                                              |   | 9. Isabella Clara d'Austria | 18. Leopoldo V d'Austria |  |  |       |  |  |                               |  |  |                             |  |
|                                              |   | 9. Isabella Clara d'Austria | 18. Leopoldo V d'Austria |  |  |       |  |  |                               |  |  |                             |  |
|                                              |   | 9. Isabella Clara d'Austria | 19. Claudia de' Medici   |  |  |       |  |  |                               |  |  |                             |  |
| 2. Giovanni Gonzaga                          |   | 9. Isabella Clara d'Austria |                          |  |  |       |  |  |                               |  |  |                             |  |
|                                              |   | …                           | …                        |  |  |       |  |  |                               |  |  |                             |  |
|                                              |   | …                           | …                        |  |  |       |  |  |                               |  |  |                             |  |
|                                              |   | …                           | …                        |  |  |       |  |  |                               |  |  |                             |  |
| 5. Eleonora Parma                            |   | …                           |                          |  |  |       |  |  |                               |  |  |                             |  |
|                                              |   | …                           | …                        |  |  |       |  |  |                               |  |  |                             |  |
|                                              |   | …                           | …                        |  |  |       |  |  |                               |  |  |                             |  |
|                                              |   | …                           | …                        |  |  |       |  |  |                               |  |  |                             |  |
| 1. Filippo Gonzaga                           |   | …                           |                          |  |  |       |  |  |                               |  |  |                             |  |
|                                              | … | …                           |                          |  |  |       |  |  |                               |  |  |                             |  |
|                                              | … | …                           |                          |  |  |       |  |  |                               |  |  |                             |  |
|                                              | … | …                           |                          |  |  |       |  |  |                               |  |  |                             |  |
| 6. Pierre de Combarel du Gibanel             | … |                             |                          |  |  |       |  |  |                               |  |  |                             |  |
|                                              |   | …                           | …                        |  |  |       |  |  |                               |  |  |                             |  |
|                                              |   | …                           | …                        |  |  |       |  |  |                               |  |  |                             |  |
|                                              |   | …                           | …                        |  |  |       |  |  |                               |  |  |                             |  |
| 3. Charlotte Isabelle de Combarel du Gibanel |   | …                           |                          |  |  |       |  |  |                               |  |  |                             |  |
|                                              |   | …                           | …                        |  |  |       |  |  |                               |  |  |                             |  |
|                                              |   | …                           | …                        |  |  |       |  |  |                               |  |  |                             |  |
|                                              |   | …                           | …                        |  |  |       |  |  |                               |  |  |                             |  |
| …                                            |   | …                           |                          |  |  |       |  |  |                               |  |  |                             |  |
|                                              |   | …                           | …                        |  |  |       |  |  |                               |  |  |                             |  |
|                                              |   | …                           | …                        |  |  |       |  |  |                               |  |  |                             |  |
|                                              |   | …                           | …                        |  |  |       |  |  |                               |  |  |                             |  |
|                                              |   | …                           |                          |  |  |       |  |  |                               |  |  |                             |  |